# Agrotis debivari
Agrotis debivari là một loài bướm đêm trong họ Noctuidae.